# HD 20367 b
HD 20367 b est une planète extrasolaire située à environ 88 années-lumière dans la constellation du Bélier. Elle a une masse similaire à celle de Jupiter. Elle tourne autour de son étoile, HD 20367, à une distance moyenne qui est d'un quart plus loin que l'orbite de la Terre l'est du Soleil. Son orbite, qu'elle parcourt en 470 jours (1,3 an), a une excentricité comparable à celles de Mercure et Pluton.